# Василий Аксьонов
Василий Павлович Аксьонов (на руски: Василий Павлович Аксёнов) е руски писател.

## Биография
Роден е на 20 август 1932 г. в Казан, СССР, в семейството на Павел Василиевич Аксьонов (1899–1991) и Евгения Соломоновна Гинзбург (1904–1977). Бил е третото, най-малко дете в семейството (и единственото общо на родителите си).
Родителите му прекарват дълги години в съветски лагери и той израства в сиропиталище. Завършва медицина в Ленинград през 1956 г.
По време на относителната либерализация в Съветския съюз след смъртта на Йосиф Сталин публикува няколко романа.
През 1980 г. е изгонен в Съединените американски щати, а съветското му гражданство е възстановено едва през 1990 г.
Получава наградата „Руски Букър“ за романа си „Волтерианците и волтерианките“ през 2004 г.
Пише и под общ псевдоним (Гривадий Горпожакс) с Овидий Горчаков и Григорий Поженян („Джин Грин недосегаемият“).
Умира на 6 юли 2009 г. в Москва, Русия.

### На български
- „Остров Крим“. Превод от руски Здравка Петрова. София и Пловдив: Факел Експрес & Жанет-45, 2005, 424 с. (ISBN 954-491-208-8)
- „Московска сага. Кн.1: Поколение на зимата“. Превод от руски Георги Рачев. София: НСМ-Медиа, 2008, 380 с. (ISBN 978-954-8477-58-1)
- „Московска сага. Кн.2: Война и затвор“. София: НСМ-Медиа, 2008, 392 с. (ISBN 978-954-8477-64-2)
- „Московска сага. Кн.3: Затвор и мир“. София: НСМ-Медиа, 2009, 352 с. (ISBN 978-954-8477-75-8)
- „В търсене на жанра“. – сп. „Факел“, 2009, бр.2 и бр.3
- „Москва – ква-ква“. София: Факел Експрес, 2010, 400 с. (ISBN 978-954-9772-70-8)